# Oost-Timor op de Olympische Zomerspelen 2024
Oost-Timor nam deel aan de Olympische Zomerspelen 2024 in Parijs, Frankrijk.

## Aantal deelnemers
Hieronder volgt een overzicht van de atleten die zich reeds gekwalificeerd hebben voor de Olympische Zomerspelen van 2024.
| Sport     | Mannen | Vrouwen | Totaal |
| --------- | ------ | ------- | ------ |
| Atletiek  | 1      | 0       | 1      |
| Taekwondo | 0      | 1       | 1      |
| Zwemmen   | 1      | 1       | 2      |
| Totaal    | 2      | 2       | 4      |

## Deelnemers en resultaten

### Atletiek

#### Loopnummers
Mannen
| Atleet        | Onderdeel | Voorronde | Voorronde | Series         | Series         | Herkansingen | Herkansingen | Halve finale   | Halve finale   | Finale         | Finale         |
| Atleet        | Onderdeel | Tijd      | Rang      | Tijd           | Rang           | Tijd         | Rang         | Tijd           | Rang           | Tijd           | Rang           |
| ------------- | --------- | --------- | --------- | -------------- | -------------- | ------------ | ------------ | -------------- | -------------- | -------------- | -------------- |
| Manuel Ataide | 100 m     | 11,35 NR  | 7         | Niet geplaatst | Niet geplaatst | n.v.t.       | n.v.t.       | Niet geplaatst | Niet geplaatst | Niet geplaatst | Niet geplaatst |

### Taekwondo
Vrouwen
| atleet   | onderdeel | kwalificatie         | eerste ronde         | kwartfinale          | halve finale         | herkansing           | finale / BM          | finale / BM |
| atleet   | onderdeel | tegenstander uitslag | tegenstander uitslag | tegenstander uitslag | tegenstander uitslag | tegenstander uitslag | tegenstander uitslag | rang        |
| -------- | --------- | -------------------- | -------------------- | -------------------- | -------------------- | -------------------- | -------------------- | ----------- |
| Ana Belo | -49 kg    |                      |                      |                      |                      |                      |                      |             |

### Zwemmen
Mannen
| Atleet           | Onderdeel       | Series | Series | Halve finale   | Halve finale   | Finale         | Finale         |
| Atleet           | Onderdeel       | Tijd   | Rang   | Tijd           | Rang           | Tijd           | Rang           |
| ---------------- | --------------- | ------ | ------ | -------------- | -------------- | -------------- | -------------- |
| Jolanio Guterres | 50 m vrije slag | 30,04  | 71     | Niet geplaatst | Niet geplaatst | Niet geplaatst | Niet geplaatst |

Vrouwen
| atlete              | onderdeel       | series | series | halve finale   | halve finale   | finale         | finale         |
| atlete              | onderdeel       | tijd   | rang   | tijd           | rang           | tijd           | rang           |
| ------------------- | --------------- | ------ | ------ | -------------- | -------------- | -------------- | -------------- |
| Imelda Ximenes Belo | 50 m vrije slag | 32.48  | 71     | niet geplaatst | niet geplaatst | niet geplaatst | niet geplaatst |